# Давид (Микеланджело)
Вижте пояснителната страница за други значения на Давид.
Давид е шедьовър на ренесансовата скулптура във Флоренция.
Създаден от Микеланджело между 1501 и 1504 г. Скулптурата е висока 5,17 м, изработена е от мрамор. Пресъздава библейския герой Давид, който е сред най-често срещаните образи в изкуството в града.
Давид на Микеланджело се различава от други предхождащи го интерпретации на този библейски герой по това, че той не е изобразен с главата на убития Голиат, както е при статуите на Донатело и Верокио. Според повечето учени Давид е изобразен преди битката си с Голиат.